# Cuadrántidas
Las cuadrántidas son una lluvia de meteoros cuyo período de actividad se extiende aproximadamente entre el 1 y el 5 de enero siendo su máximo el 3 o 4 de dicho mes. Con su tasa horaria zenital (THZ) 120, se trata de una de las lluvias más activas del año junto a las perseidas en agosto —también conocidas como lágrimas de San Lorenzo— y las gemínidas en diciembre. Sin embargo, las cuadrántidas no se ven tan a menudo como los de las otras dos lluvias porque el marco de tiempo del pico es extremadamente estrecho, a veces sólo duran horas. Además, los meteoros son bastante débiles, con magnitudes aparentes medias entre 3.0 y 6.0.

## Observaciones y asociaciones
La tasa de meteoros superan la mitad de su valor más alto durante solo unas ocho horas (en comparación con los dos días de las Perseidas en agosto), lo que significa que la corriente de partículas que produce esta lluvia es estrecha y aparentemente derivada en los últimos 500 años de algún cuerpo en órbita. El cuerpo progenitor de las cuadrántidas fue identificado tentativamente en 2003 por Peter Jenniskens como el planeta menor (196256) 2003 EH1, que a su vez puede estar relacionado con el cometa C/1490 Y1 que fue observado por astrónomos chinos, japoneses y coreanos hace unos 500 años.
El punto radiante de esta lluvia se encuentra en el extremo norte de la constelación de Boyero, no lejos de la Osa Mayor. Se encuentra entre el extremo del mango de la Osa Mayor y el cuadrilátero de estrellas que marcan la cabeza de la constelación de Draco. Esta lluvia de meteoros se observa mejor desde el hemisferio norte, pero se puede ver en parte a 50 grados de latitud sur.
El nombre proviene de Quadrans Muralis, un asterismo histórico creado en 1795 por el astrónomo francés Joseph Lalande que incluía partes de Boyero y Draco. A comienzos de enero de 1825, Antonio Brucalassi en Italia informó que «la atmósfera fue atravesada por una multitud de cuerpos luminosos conocidos con el nombre de estrellas fugaces». En 1839, Adolphe Quetelet del Real Observatorio de Bélgica y Edward C. Herrick en Connecticut hicieron independientemente la sugerencia de que las cuadrántidas son una lluvia anual.
En 1922, la Unión Astronómica Internacional (UAI) ideó una lista de 88 constelaciones modernas que fue acordada en su asamblea general inaugural celebrada en Roma, en mayo de 1922. La lista no incluía la constelación de Quadrans Muralis. La UAI adoptó oficialmente esta lista en 1930, pero esta lluvia de meteoros aún conserva el nombre de cuadrántidas, por la constelación original y ahora obsoleta.